# HARQ
HARQ (ang. Hybrid automatic repeat request) – protokół telekomunikacyjny, umożliwiających bezbłędny przesył danych w czasie trudnych warunków propagacyjnych.
Głównym zadaniem sieci teleinformatycznych jest szybka transmisja danych, nieobciążająca w zbyt dużym stopniu zasobów sieciowych. Oprócz tego, że dane muszą być przesyłane z odpowiednią prędkością, muszą również dotrzeć do odbiorcy w niezmienionym stanie. Operatorzy muszą zapewnić klientom odpowiednią jakość i szybkość transmisji, obciążając jednocześnie jak najmniej zasobów sieciowych. W LTE bezbłędny odbiór danych gwarantuje wykorzystanie adaptacyjnego kodowania i modulacji AMC (Adaptive Modulation and Coding) oraz protokołu HARQ (Typ II / III). Wykorzystanie obu technik zapewnia bezbłędną i szybką transmisję danych.